# Parc familial Harry Malter
Familiepark Harry Malter est un parc d'attractions et animalier belge situé à Destelbergen dans la Province de Flandre-Orientale (code postal 9070).
Le parc a été fondé en 1992 par Harry Malter, issu d'une famille de cirque allemand qui tournait surtout en Allemagne et en Belgique. Il a fondé son propre cirque en 1968.
N’arrivant pas à se séparer de leurs animaux après l'arrêt de leur activité, Carine et Harry créent le Familiepark Harry Malter. Depuis 2010, ils le dirigent conjointement avec leur fille Sarah. La cible du parc se concentre sur les enfants âgés de deux à douze ans. Le parc accueillait un éléphant d'Afrique jusqu'en 2010. Il est aujourd'hui à Pairi Daiza.
Le parc familial est situé dans une section boisée avec vue sur un grand lac et offre plusieurs attractions :
- Une aire de jeux partiellement couverte.
- Un certain nombre d'enclos pour les animaux comprenant des zèbres de Grévy, suricates, capybaras, ratons laveurs, ragondins, wallabies à cou rouge, singes capucins, porcs-épics, maras, mouffettes rayées, autruches. Certains de ces animaux peuvent être nourris sous surveillance.
- Manège à chaises volantes.
- Balades à dos de chameaux de Bactriane, de chevaux Shetland.
- Circuit de barques pour enfants
- Un train du parc
- Tour de chute junior
- Spectacle de cirque
- Carrousel
- Manèges d'avions.
- Palais des glaces, un château gonflable.

Un restaurant et une tente de pique-nique complètent l'offre.

## Galerie

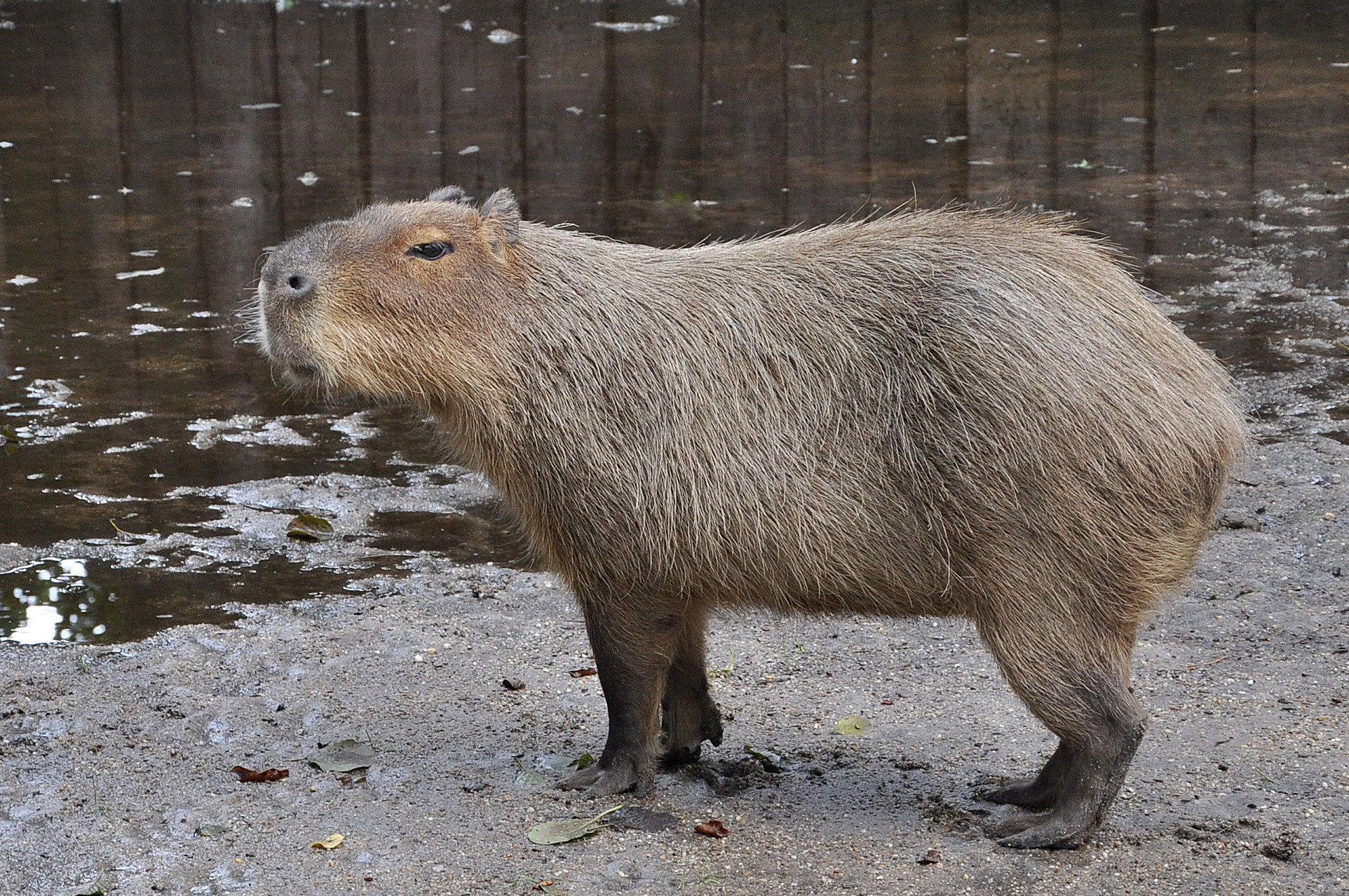
Capybara.
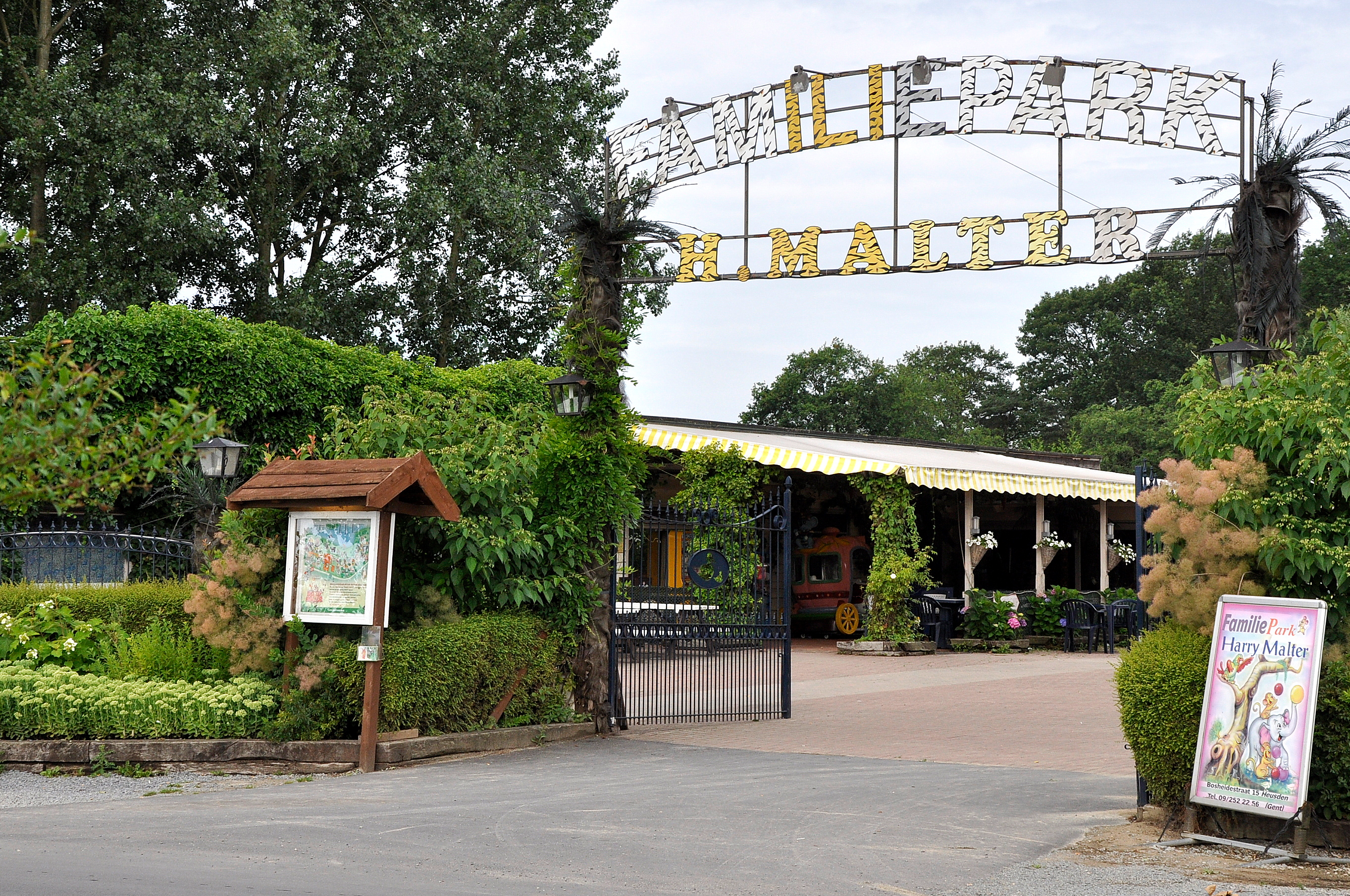
Entrée du parc.
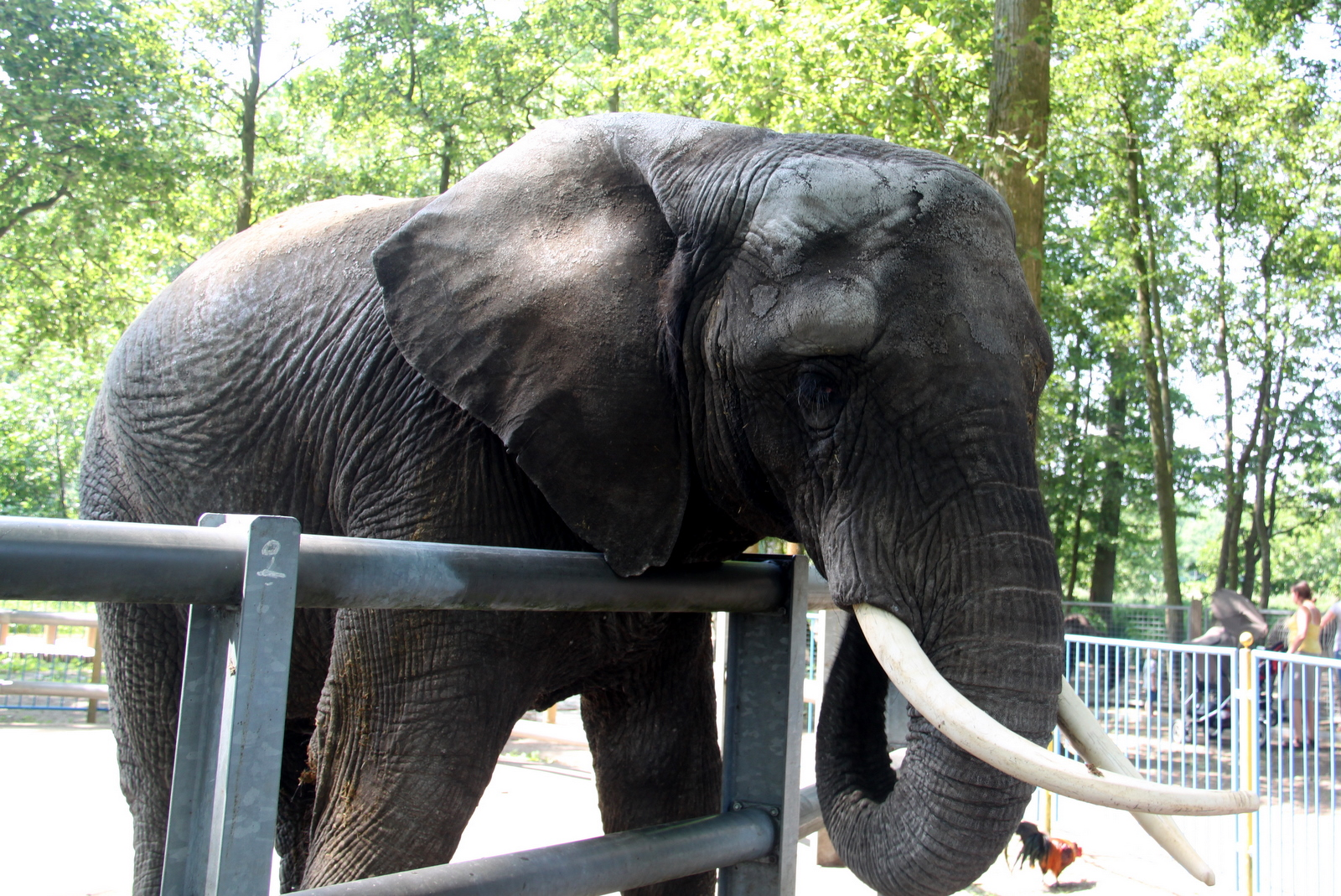
Suzy, l'éléphant d'Afrique maintenant à Pairi Daiza.
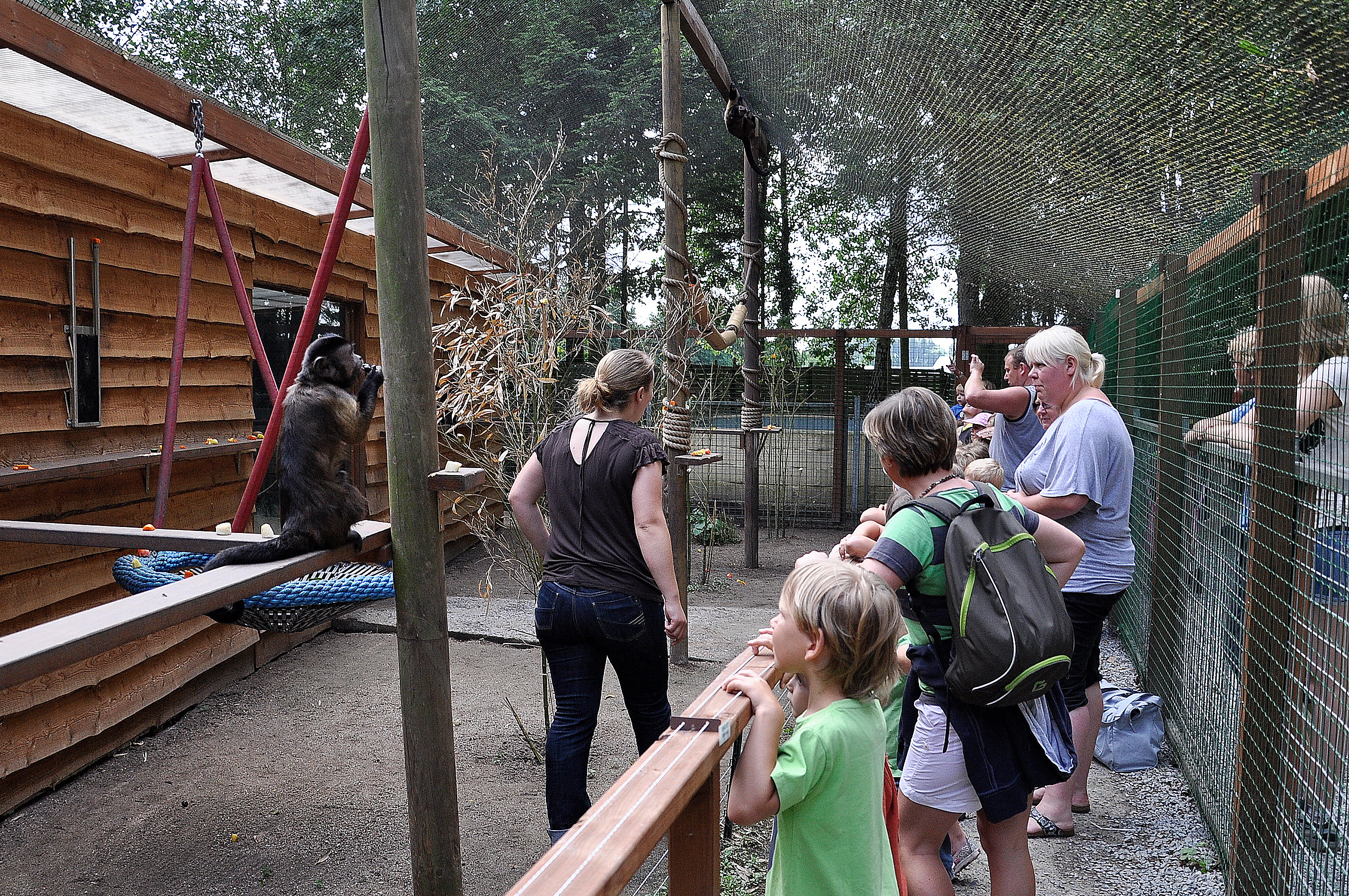
L'enclos des singes capucins.
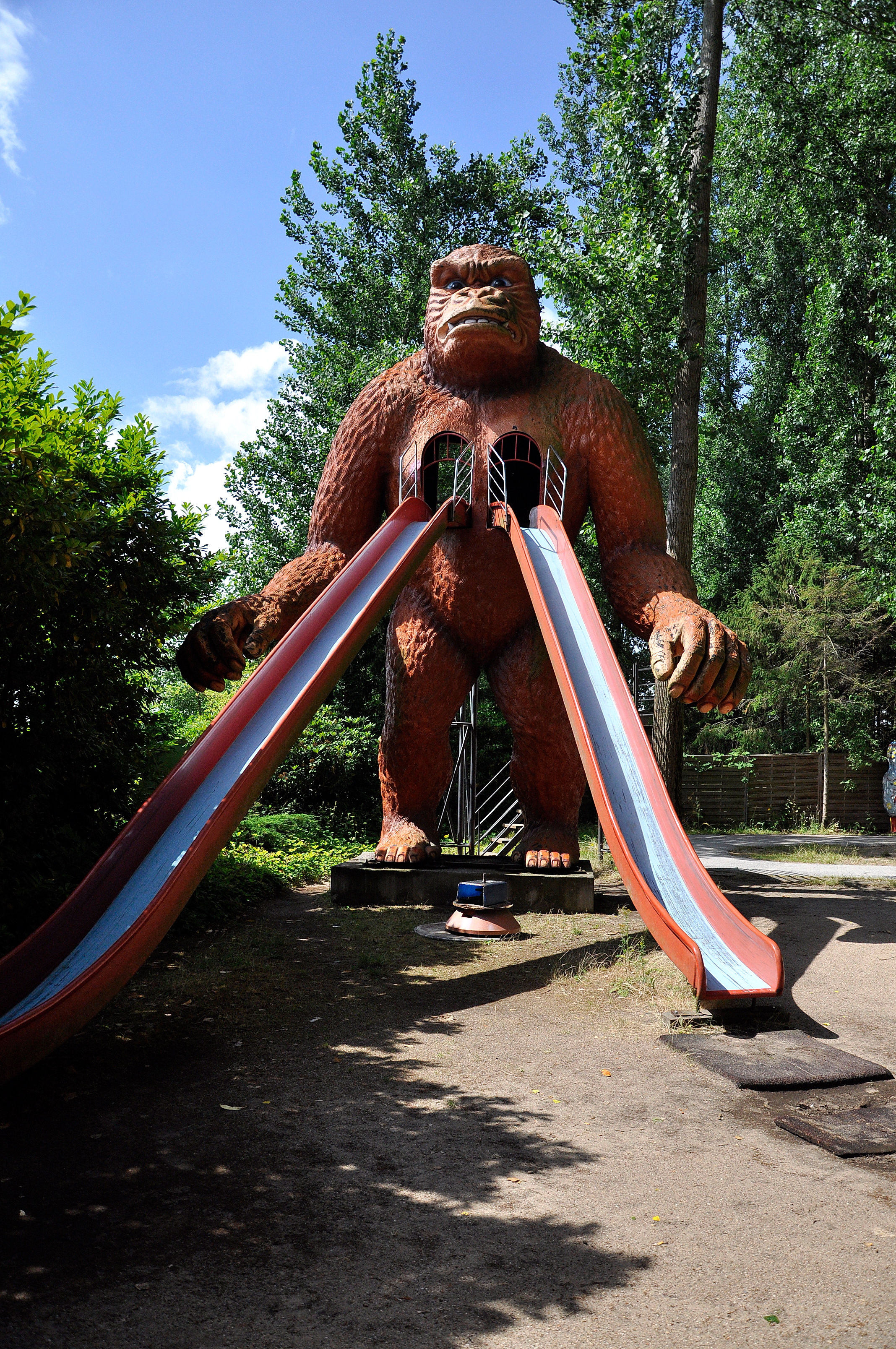
Plaine de jeux.
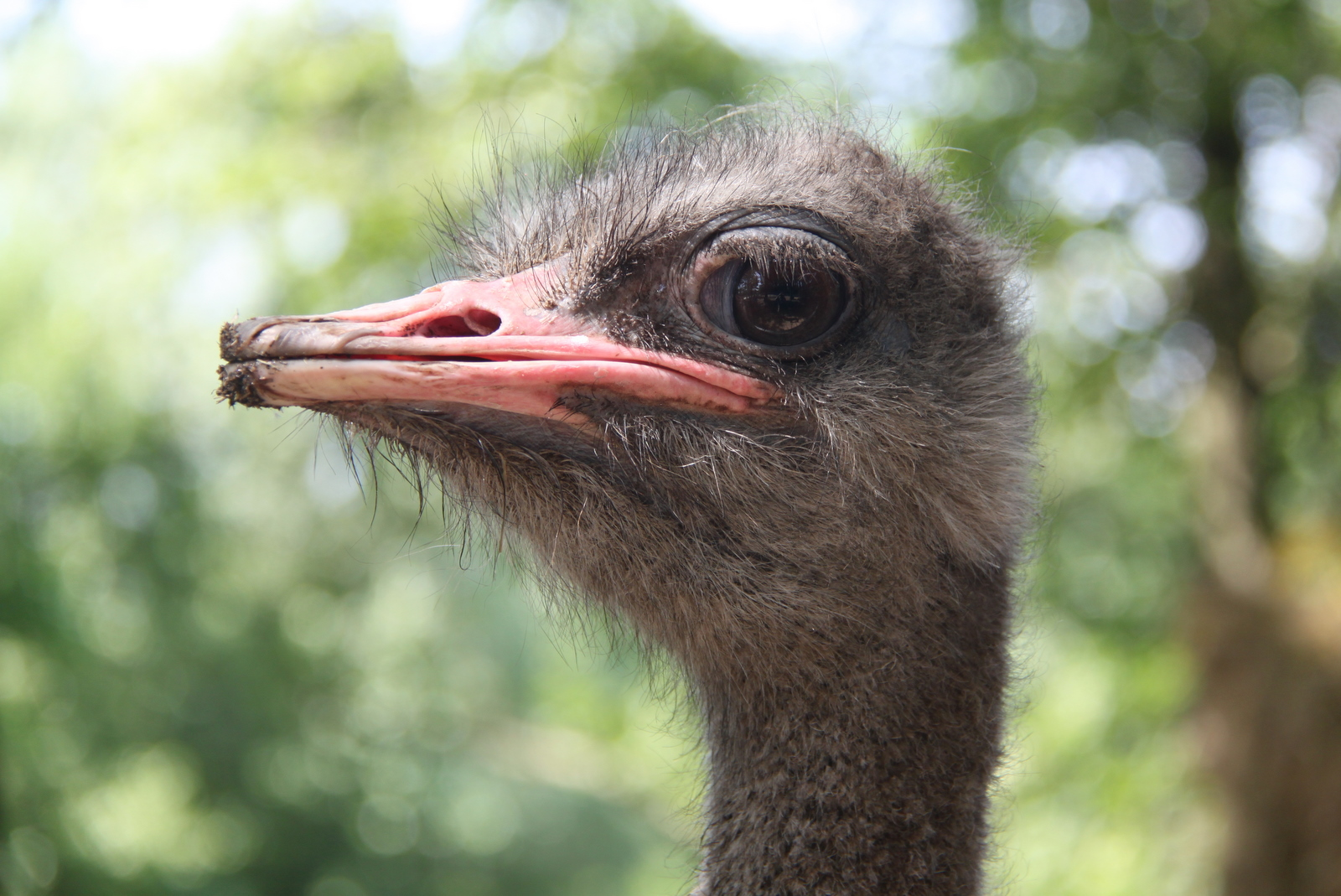
Autruche.